# ジョン・シデナム (第2代準男爵)
第2代準男爵サー・ジョン・シデナム（英語: Sir John Sydenham, 2nd Baronet、1643年 – 1696年12月）は、イングランド王国の政治家。サマセット選挙区の代表としてイングランド庶民院議員を2期務めた。

## 生涯
初代準男爵サー・ジョン・シデナム（1620年ごろ – 1643年）とエリザベス・ヘア（Elizabeth Hare、サー・ジョン・ヘアの娘）の息子として、1643年に生まれた。父の死後に生まれたため、出生とともに準男爵位を継承した。
1662年にサマセット副統監に任命されるなど未成年のときよりサマセットの政治に関わり、1665年9月にサマセット選挙区選出の庶民院議員で義兄弟にあたるジョン・ポーレット閣下が父からポーレット男爵位を継承して庶民院を離れると、シデナムは補欠選挙に出馬した。このときはサー・ジョン・ウェア（Sir John Warre）に敗れ、選挙申し立てが1666年に却下された上、1668年にはサマセットの治安判事の職も失ったが、1669年にウェアが死去すると、シデナムは再び補欠選挙に出馬、今度は無投票で当選した。議会活動はあったものの『英国議会史』では精力的に活動したわけではなかったと評している。
1679年3月イングランド総選挙ではカントリ派として出馬、同じくカントリ派の初代準男爵サー・ヒュー・スミスとともに当選したが、議会では王位排除法案に対しシデナムが欠席、スミスが反対票を投じた。1679年10月イングランド総選挙に出馬せず議員を退任した後、1681年イングランド総選挙で再びサマセット選挙区から出馬、得票数1,195（4位）で落選した。その後はサマセットにおける不平派の指導者とされ、同年10月にはサマセットで選挙活動をした。1687年12月にも次の総選挙でホイッグ党員としての出馬が噂されたが、名誉革命の後の1689年イングランド総選挙には出馬せず、同年にサマセット副統監と治安判事に復帰した程度だった。
1690年イングランド総選挙でサマセット選挙区から出馬したが、前もってトーリー党と1議席ずつ指名することを合意したにもかかわらず、投票直前になって突如ホイッグ党員ジョン・スピーク（John Speke）とともに2議席を狙うことを宣言した。これに対し選管でトーリー党所属の第2代準男爵サー・ジョン・スミスは投票の通知期間不足を理由に、2日目の投票が終わった後に投票を7日間中断した。この間にシデナムが裏切りを責められ、結局スピークとともに落選した。
1696年に死去、息子フィリップが準男爵位を継承した。

## 家族と私生活
エリザベス・ポーレット（Elizabeth Poulett、1669年埋葬、第2代ポーレット男爵ジョン・ポーレットの娘）と結婚して、1子をもうけた。
1670年1月24日、メアリー・ハーバート（Mary Herbert、1650年5月7日洗礼 – 1686年、第5代ペンブルック伯爵フィリップ・ハーバートの娘）と結婚、2男1女をもうけた。
- 男子（1696年以前没）[2]
- フィリップ（1676年ごろ – 1739年） - 第3代準男爵

ブリンプトンの邸宅を再建し、1680年には初代モンマス公爵ジェームズ・スコットを招待している。